# KiCad
KiCad — розповсюджуваний за ліцензією GNU General Public License програмний комплекс проєктування електронних пристроїв (EDA) з відкритими сирцевим кодом, призначений для розробки електричних схем і друкованих плат.
Кроссплатформенність компонентів KiCad забезпечується використанням wxWidgets. Підтримуються операційні системи GNU/Linux, Windows NT 5.x, FreeBSD і Solaris.
Розробник — Жан-П'єр Шарра (фр. Jean-Pierre Charras), дослідник в LIS (фр. Laboratoire des Images et des Signaux — Лабораторія зображень і сигналів) і викладач електроніки та обробки зображень у фр. IUT de Saint Martin d'Hères (Франція).

## Програми, що входять до KiCad
- kicad  — менеджер проєктів;
- eeschema  — редактор електричних схем;
  - вбудований редактор символів (бібліотечних компонентів);
- pcbnew  — редактор друкованих плат;
  - вбудований редактор футпрінтів (бібліотечних компонентів);
  - 3D Viewer — 3D-переглядач друкованих плат на базі OpenGL (частина  pcbnew);
- gerbview  — переглядач файлів Gerber (фото-шаблонів);
- cvpcb  — програма для вибору футпринтів відповідних компонентів на схемі;
- wyoeditor — текстовий редактор для перегляду звітів.

### Функції компонент KiCad
eeschema  забезпечує:
- створення однолистових та ієрархічних схем,
- перевірку їх коректності ERC (контроль електричних правил),
- створення netlist для  pcbnew  або Spice,
- доступ до документації на що використовуються у схемі електронні компоненти (Datasheet).

 pcbnew  забезпечує:
- розробку плат, що містять від 1 до 16 шарів міді і до 12 технічних шарів (трафаретний друк, паяльна маска тощо),
- генерацію технологічних файлів для виготовлення друкованих плат (Gerber-файли для фото-плотерів, файли свердловок та файли розміщення компонентів),
- друк шарів у форматі PostScript.

 gerbview  дозволяє переглядати Gerber-файли.

### Бібліотеки електронних компонентів
У складі KiCad поставляються бібліотеки електронних компонентів (звичайних і SMD). Для багатьох бібліотечних компонентів є 3D-моделі, створені в Wings3D.
Компоненти і футпринти можна асоціювати з документацією, ключовими словами і здійснювати швидкий пошук компонента за функціональним призначенням.

### Скріншоти

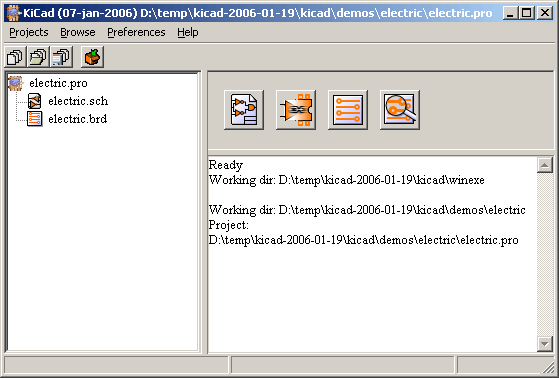
Вікно менеджера проєктів kicad
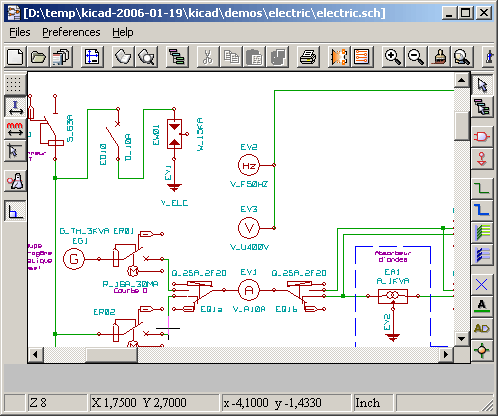
Вікно редактора електричних схем eeschema
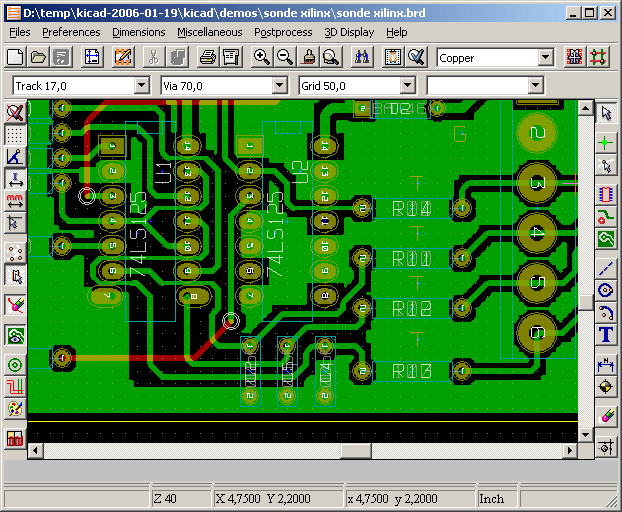
Вікно редактора друкованих плат pcbnew
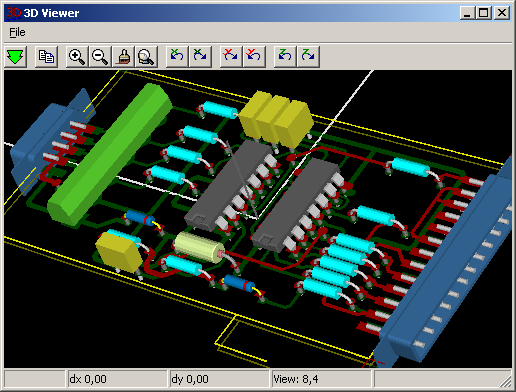
Тривимірний вигляд друкованої плати в 3D Viewer pcbnew
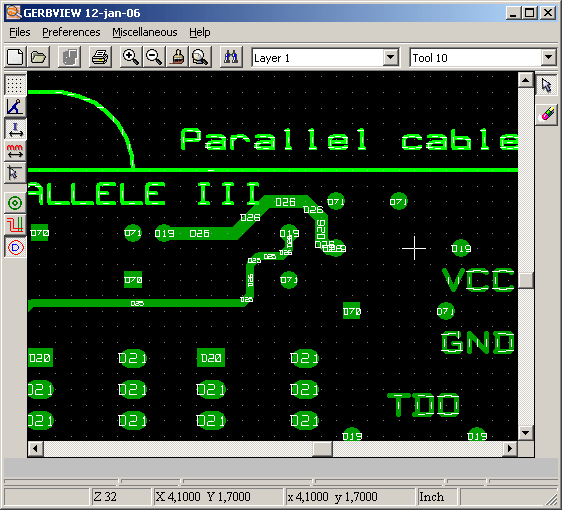
Перегляд фотошаблона в gerbview

### Поштові групи
- Yahoo група користувачів KiCad [Архівовано 13 жовтня 2008 у Wayback Machine.]
- Yahoo група розробників KiCad [Архівовано 14 травня 2013 у Wayback Machine.]
- Список розсилки про зміни в KiCad SVN

1. ↑  The kicad Open Source Project on Open Hub: Languages Page — 2006.